# Ctenogobius smaragdus
Ctenogobius smaragdus és una espècie de peix de la família dels gòbids i de l'ordre dels perciformes.

## Morfologia
- Els mascles poden assolir 15 cm de longitud total.[3][4]

## Hàbitat
És un peix marí, de clima tropical i demersal.

## Distribució geogràfica
Es troba a l'Atlàntic occidental: des de Carolina del Sud (els Estats Units) fins a Pernambuco (el Brasil). És absent de les Índies Occidentals, llevat de Cuba.

## Observacions
És inofensiu per als humans.